# Оснащення сухопутних військ Молдови
Згідно з даними IISS The Military Balance на 2022 рік Сухопутні війська Республіки Молдова мали у своєму розпорядженні таку техніку:
| Зображення                        | Тип                                    | Виробництво          | Призначення                             | Кількість            | Примітка                                 |
| Бойові машини піхоти              | Бойові машини піхоти                   | Бойові машини піхоти | Бойові машини піхоти                    | Бойові машини піхоти | Бойові машини піхоти                     |
| --------------------------------- | -------------------------------------- | -------------------- | --------------------------------------- | -------------------- | ---------------------------------------- |
|                                   | БМД-1                                  | СРСР                 | Бойова машина десанту                   | 44                   |                                          |
|                                   | БТР-Д                                  | СРСР                 | Бронетранспортер десантний              | 9                    |                                          |
|                                   | МТ-ЛБ                                  | СРСР                 | Багатоцільовий тягач легкий броньований | 52                   |                                          |
| Бронетранспортери                 |                                        |                      |                                         |                      |                                          |
|                                   | БТР-80                                 | СРСР                 | Бронетранспортер                        | 12                   |                                          |
|                                   | TAB-71                                 | Румунія              | Бронетранспортер                        | 80                   | Румунська модифікація радянського БТР-60 |
|                                   | MOWAG Piranha                          | Швейцарія            | Бронетранспортер десантний              | 19                   |                                          |
|                                   | БРДМ-2                                 | СРСР                 | Бойова розвідувальна машина             | 20                   |                                          |
| Реактивні системи залпового вогню |                                        |                      |                                         |                      |                                          |
|                                   | 9К57 «Ураган»                          | СРСР                 | РСЗВ                                    | 11                   |                                          |
| Артилерійські системи             |                                        |                      |                                         |                      |                                          |
|                                   | 2С9 «Нона»                             | СРСР                 | 120-мм                                  | 9                    | Самохідна                                |
|                                   | 152-мм гармата-гаубиця Д-20            | СРСР                 | 152 мм                                  | 31                   | Буксирувана                              |
|                                   | 2А36 «Гіацинт-Б»                       | СРСР                 | 152 мм                                  | 20                   | Буксирувана                              |
|                                   | 122-мм гаубиця зразка 1938 року (М-30) | СРСР                 | 122-мм                                  | 16                   | Буксирувана                              |
|                                   | M120 (міномет)                         | США                  | 120-мм                                  | 50                   |                                          |
|                                   | ПМ-38                                  | СРСР                 | 120-мм                                  | 7                    |                                          |
|                                   | БM-37                                  | СРСР                 | 82-мм                                   | 75                   |                                          |
| Протитанкове озброєння            |                                        |                      |                                         |                      |                                          |
|                                   | Фагот (ПТРК)                           | СРСР                 | ПТРК                                    | 71                   |                                          |
|                                   | 9М113 «Конкурс»                        | СРСР                 | ПТРК                                    | 19                   |                                          |
|                                   | Штурм (ПТРК)                           | СРСР                 | ПТРК                                    | 27                   |                                          |
|                                   | СПГ-9                                  | СРСР                 | ПТРК                                    | 138                  |                                          |
|                                   | 100-мм протитанкова гармата МТ-12      | СРСР                 | Протитанкова гармата                    | 31                   |                                          |
| Зенітне озброєння                 |                                        |                      |                                         |                      |                                          |
|                                   | ЗУ-23-2                                | СРСР                 | Зенітна установка калібру 23 мм         | 28                   |                                          |
|                                   | С-60                                   | СРСР                 | Зенітна гармата калібру 57 мм           | 11                   |                                          |
| Автомобілі                        |                                        |                      |                                         |                      |                                          |
|                                   | AM General M35                         | США                  | вантажний автомобіль                    |                      |                                          |
|                                   | ГАЗ-66                                 | СРСР                 | вантажний автомобіль                    |                      |                                          |
|                                   | ЗІЛ-131                                | СРСР                 | вантажний автомобіль                    |                      |                                          |
|                                   | HMMWV                                  | США                  | автомобіль підвищеної прохідності       | 84                   |                                          |
|                                   | M1008 CUCV                             | США                  | автомобіль підвищеної прохідності       |                      |                                          |
|                                   | M1009 CUCV                             | США                  | автомобіль підвищеної прохідності       |                      |                                          |
|                                   | Ford F350                              | США                  | автомобіль підвищеної прохідності       |                      |                                          |
|                                   | УАЗ-469                                | СРСР                 | автомобіль підвищеної прохідності       |                      |                                          |